# Montferland
Montferland – gmina w prowincji Geldria w Holandii.